# U. J. Esuene Stadium
U. J. Esuene Stadium – wielofunkcyjny stadion w mieście Calabar w Nigerii. Najczęściej używany jest jako stadion piłkarski, a swoje mecze rozgrywa na nim drużyna Calabar Rovers i również Reprezentacja Nigerii. Stadion może pomieścić 16 tysięcy widzów, został otwarty w 1977 roku. Na tym obiekcie były rozgrywane mecze Mistrzostwa Świata U-17.